# 泊松超流形
微分几何中，泊松超流形是可微超流形M，且其上的光滑函数的超交换代数（M不是点集空间，因此实际上“并不存在”，存在的只有这代数）{\displaystyle C^{\infty }(M)}具有称为泊松超括号的雙線性映射，使其变为泊松超代数。
所有辛超流形都是泊松超流形，但反过来不成立。